# Sture Svensson (skulptör)
Sture Walfrid Svensson, född 25 september 1895 i Höganäs, död där 13 oktober 1969, var en svensk skulptör och målare.
Han var son till gruvarbetaren Sigfrid Svensson och Johanna Persdotter och från 1924 gift med Ruth Maria Cecilia Svensson. Han utbildade sig vid Höganäs yrkesskola samt under studieresor utomlands. Han medverkade i samlingsutställningar med Helsingborgs konstförening på Vikingsbergs konstmuseum och Kulla-konst i Höganäs. Hans konst består till stor del av djurfigurer i keramik.